# HD91375
HD91375 — хімічно пекулярна зоря спектрального класу
A2 й має  видиму зоряну величину в смузі V приблизно  4,7.
Вона  розташована на відстані близько 258,9 світлових років від Сонця.

## Фізичні характеристики
Зоря HD91375 обертається 
дуже повільно 
навколо своєї осі. Проєкція її екваторіальної швидкості на промінь зору становить  Vsin(i)= 10км/сек.